# Hermann Götz (Politiker, 1913)
Hermann Götz (* 14. Februar 1913 in Asch, heute Aš; † 18. Dezember 1983 in Bayreuth) war ein deutscher Politiker der SPD.
Götz arbeitete als Angestellter. Am 5. Oktober 1953 rückte er für den ausgeschiedenen Herbert Hauffe in den Bayerischen Landtag nach, dem er rund ein Jahr lang, bis zum Ende der Wahlperiode, angehörte. Im Landtag war er Mitglied der Ausschüsse für Grenzlandfragen sowie für Angelegenheiten der Heimatvertriebenen und Kriegsfolgegeschädigten.